# 直入町
直入町（なおいりまち）は、かつて大分県の南西部にあった町である。直入郡に属した。炭酸泉の長湯温泉とドイツ村で全国的に有名であった。
2005年4月1日、直入郡荻町、久住町とともに竹田市と新設合併して新「竹田市」となり、独立した自治体としての直入町は消滅したが、合併後の住所表記には「大分県竹田市直入町」のように地名はそのまま残っている。

## 地理
- 山：亀ヶ岳
- 河川：芹川
- 湖沼：芹川ダム湖、長湯ダム湖

## 歴史
- 1955年（昭和30年）3月31日 - 直入郡長湯町、下竹田村が合併し直入町が発足。
- 2005年（平成17年）4月1日 - 竹田市、直入郡荻町・久住町と合併し、新「竹田市」となり消滅。

## 行政
- 町長：伊藤隆弘（1999年 - 2005年）

## 姉妹都市・提携都市

### 海外
- バートクロチンゲン（ドイツ連邦共和国バーデン＝ヴュルテンベルク州ブライスガウ＝ホーホシュヴァルツヴァルト郡）:1989年11月姉妹都市提携
- バートナウハイム（ドイツ連邦共和国ヘッセン州ヴェッテラウ郡）:1989年11月姉妹都市提携

## 地域

### 教育

#### 中学校
- 直入町立直入中学校

#### 小学校
- 直入町立直入小学校
  - 直入町立下竹田小学校（2007年閉校、直入小学校に統合）

## 交通

### 鉄道路線
- 町内に鉄道路線は無く、最寄りの駅は豊後竹田駅である。

### 道路
町内を通過する高速道路、一般国道はない。
県道
- 大分県道30号庄内久住線
- 大分県道47号竹田直入線
- 大分県道209号朝地直入線
- 大分県道412号久住高原野津原線

道の駅
- ながゆ温泉

## 名所・旧跡・観光スポット・祭事・催事
- 長湯温泉